# Ronnie Kerr
Ronnie Kerr, né Ronald George Smith III le 30 mars 1974 à Pompton Plains dans le New Jersey, est un acteur et producteur américain.

## Biographie
Il poursuit ses études à la Southwestern Oklahoma State University grâce à une bourse en tant que joueur de tennis, mais il se blesse. Il se tourne alors vers le fitness et devient entraîneur. Il s'installe en 1996 à Los Angeles pour commencer sa carrière cinématographique dans Absolute Agression (où joue Robert Davi) et d'autres films. Parallèlement, il est coach personnel de fitness pour Julie Benz, Rebecca Gayheart, Eliza Dushku, Al Santos, Sean Patrick Flanery et Andy Milonakis.
Il s'installe à Denver en 2007 et déclare ouvertement son homosexualité après avoir été vu dans un bar gay avec le champion de base ball John Amaechi. Il devient directeur des opérations et du marketing de Genesis Fitness, tout en continuant une carrière d'acteur. Il apparaît ainsi dans la dernière série de The Ultimate Coyote Ugly Search, puis démarre dans une série web, intitulée Flab2Fab!, dans laquelle il est prof de gym.
Il s'occupe d'une rubrique de fitness pour le magazine canadien abOUT de 2008, jusqu'à la fermeture du magazine en 2011.
En 2011, il déménage à San Diego, où sont installés un grand nombre de ses amis. Il y ouvre sa propre société de production, Kerrdog Productions. Il commence par la production de Gym Bunnies, comédie mettant en scène des homosexuels passionnés de gym, et Safe Word, thriller se passant à San Diego. En 2012, il écrit et tient l'un des deux rôles principaux de Saltwater à côté de Ian Roberts, l'ancien champion de rugby à XIII.
In 2014, il travaille à des séries web : Stripping It All Away, séries documentaires sur la vie des homosexuels, avec Aaron Heier.

## Producteur
| Année | Film                                               | Note                                                            |
| ----- | -------------------------------------------------- | --------------------------------------------------------------- |
| 2014  | Satanicus                                          | En tant que producteur associé, en post-production actuellement |
| 2014  | Paranormal Ghost Hunters Case Files: Bam the Ghost | En tant que producteur associé                                  |
| 2014  | The Visible Man                                    | En tant que producteur associé                                  |
| 2013  | Fork You                                           | En tant que producteur associé                                  |
| 2013  | Creep Creepersin's Dracula                         | En tant que producteur associé                                  |
| 2013  | Awesome Girl Gang Street Fighter                   | En tant que producteur associé                                  |
| 2013  | Gritty                                             | En tant que producteur associé                                  |
| 2012  | Saltwater                                          | Producteur                                                      |
| 2010  | Shut Up and Kiss Me                                | Producteur                                                      |

## Source
- (en) Cet article est partiellement ou en totalité issu de l’article de Wikipédia en anglais intitulé « Ronnie Kerr » (voir la liste des auteurs).